# Грич-при-Клевевжу
Грич-при-Клевевжу (словен. Grič pri Klevevžu) — поселення в общині Шмарєшкі Топлиці, регіон Південно-Східна Словенія, Словенія.